# Fieteresjaure
Fieteresjaure är en sjö i Vilhelmina kommun i Lappland och ingår i Ångermanälvens huvudavrinningsområde. Sjön har en area på 0,0356 kvadratkilometer och ligger 958,2 meter över havet. Fieteresjaure ligger i Marsfjället Natura 2000-område. Sjön avvattnas av vattendraget Tjäpsjukke.

## Delavrinningsområde
Fieteresjaure ingår i det delavrinningsområde (722791-147662) som SMHI kallar för Ovan 722894-147337. Medelhöjden är 991 meter över havet och ytan är 17,24 kvadratkilometer. Det finns inga avrinningsområden uppströms utan avrinningsområdet är högsta punkten. Tjäpsjukke som avvattnar avrinningsområdet har biflödesordning 2, vilket innebär att vattnet flödar genom totalt 2 vattendrag innan det når havet efter 380 kilometer. Avrinningsområdet består mestadels av kalfjäll (93 procent). Avrinningsområdet har 0,12 kvadratkilometer vattenytor vilket ger det en sjöprocent på 0,7 procent.